# Bartelso
Bartelso – wieś w Stanach Zjednoczonych, w stanie Illinois, w hrabstwie Clinton.